# 湖西祠堂
湖西祠堂，位于中国广东省揭阳市揭西县棉湖镇，为揭西县的一个县级文物保护单位，类型为近现代重要史迹及代表性建筑，公布时间为1978年8月。
湖西祠堂的历史年代为土地革命时期。